# Schärding (distrito)
| Distrito de Schärding                                          |                                          |
| Estado                                                         | Alta Áustria                             |
| Capital                                                        | Schärding                                |
| Área                                                           | 618,49 km²                               |
| População                                                      | 56 667 habitantes (1 de janeiro de 2010) |
| Densidade                                                      | 92 hab./km²                              |
| Website                                                        | Site oficial                             |
| Localização de Distrito de Schärding no estado de Alta Áustria |                                          |
|                                                                |                                          |

Schärding é um distrito da Áustria localizado no estado da Alta Áustria.

## Cidade e municípios
Schärding possui 30 municípios, sendo um, a capital Schärding, com estatuto de cidade (Stadtgemeinde) e sete com estatuto de mercado (Marktgemeide):

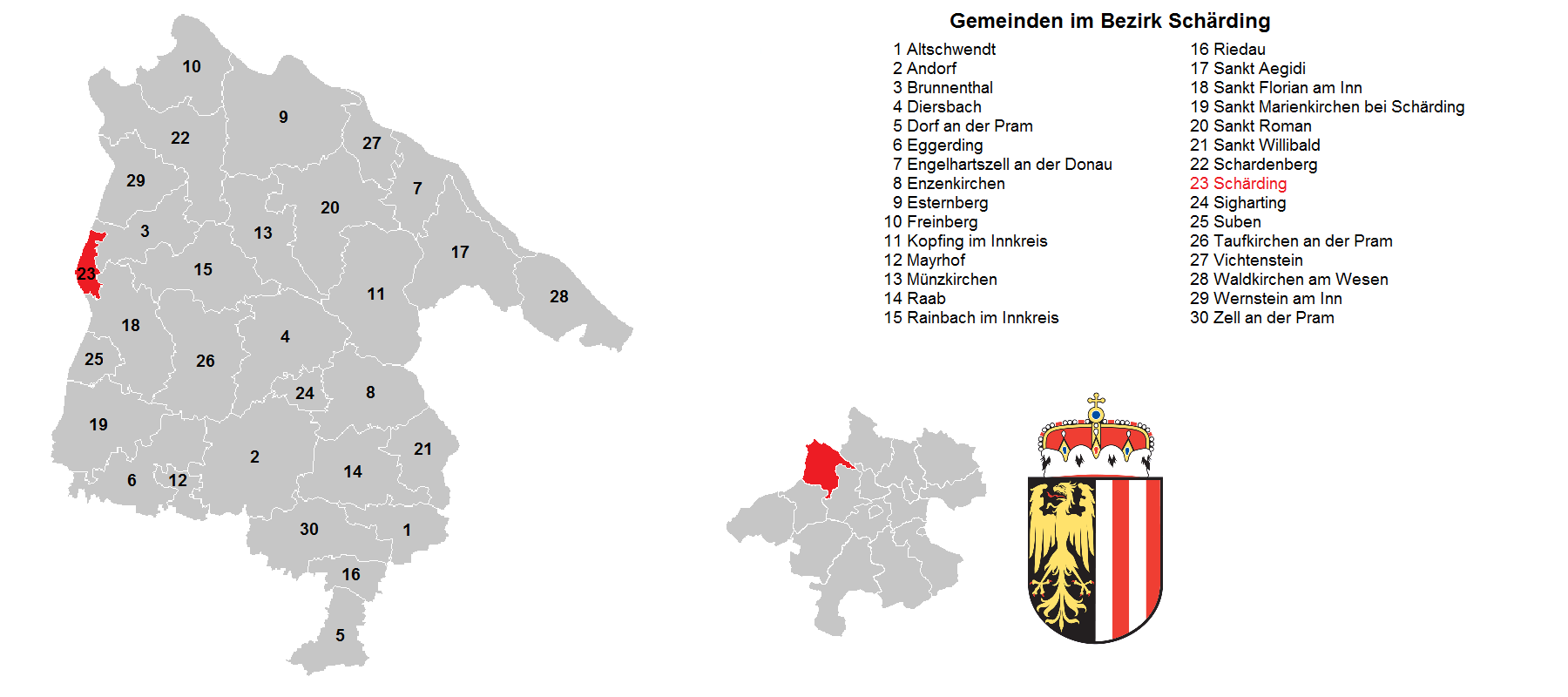
Cidades e municípios do Distrito de Schärding

| Cidade: - Schärding Mercados: - Andorf - Engelhartszell an der Donau - Kopfing im Innkreis - Münzkirchen - Raab - Riedau - Sankt Florian am Inn | Municípios: - Altschwendt - Brunnenthal - Diersbach - Dorf an der Pram - Eggerding - Enzenkirchen - Esternberg - Freinberg - Mayrhof - Rainbach im Innkreis - Schardenberg - Sigharting - Sankt Aegidi - Sankt Marienkirchen bei Schärding - Sankt Roman - Sankt Willibald - Suben - Taufkirchen an der Pram - Vichtenstein - Waldkirchen am Wesen - Wernstein am Inn - Zell an der Pram |